# Maragoli United
Le Maragoli United est un club kenyan de football.

## Palmarès
- Coupe du Kenya
  - Vainqueur : 1979
  - Finaliste : 1967